# Станчо Попцонев
Станчо Попцонев е български просветен деец и общественик.

## Биография
Роден е в Габрово. В периода 1867 – 1875 година е училищен настоятел. Председател е на Градския общински съвет. През 1879 година е председател на Габровския окръжен съд. Участвува в различии културни мероприятия – актьор в някои пиеси. Умира след 1885 година.